# Francis Moncreiff
Pour les articles homonymes, voir Moncreiff.
Francis Moncreiff (Midlothian, 27 août 1849 - Édimbourg, 30 mai 1900) est un joueur international écossais de rugby.
Il est le capitaine de l'équipe d'Écosse de rugby qui affronte l'Angleterre dans ce qui constitue le tout premier match international de rugby de l'histoire, en 1871. Il joue en tout trois matchs pour son pays.

## Biographie
Francis Jeffrey Moncreiff naît dans le Midlothian le 27 août 1849 et est le fils de James Moncreiff, 1er baron Moncreiff de Tulliebole et d'Isabella Bell.
Il fréquente l'Edinburgh Academy et joue au rugby au sein du Edinburgh Academical F.C..

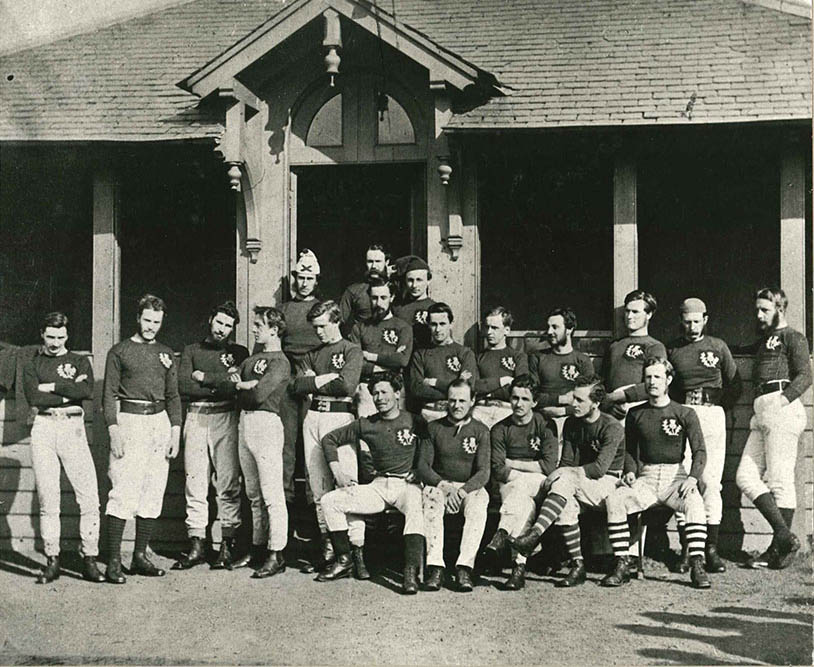
La première équipe nationale de rugby d'Écosse, lors du match de mars 1871 contre l'Angleterre à Édimbourg.

Le 8 décembre 1870, il est l'un des cinq capitaines écossais — représentant l'Edinburgh Academical F.C. — signataires d'un défi publié sous forme de lettre ouverte dans l'hebdomadaire sportif Bell's Weekly, invitant toute équipe « sélectionnée dans toute l'Angleterre » à un match à 20 joueurs qui serait joué selon les règles du rugby. Il fait suite à une première rencontre prétendue internationale s'étant tenue à The Oval trois semaines plus tôt, mais contestée par les Écossais qui ne s'estimaient pas représentés.
Francis Moncreiff est ainsi non seulement sélectionné mais désigné capitaine pour mener la toute première équipe d'Écosse de rugby lors du tout premier match international de rugby de l'histoire. L'Écosse remporte ce premier match international sur le score final de 1 à 0,,.
Moncreiff joue les trois premiers matchs de l'histoire de l'Écosse, enchaînant avec deux autres matchs contres l'Angleterre : le 5 février 1872 à The Oval de Londres, où l'Angleterre l'emporte 2 à 1, et le 3 mars 1873 au Hamilton Crescent de Glasgow, où les deux équipes se séparent sur un score nul et vierge.
Il mène une carrière d'expert-comptable agréé.
Moncreiff épouse Frances Ramsay Lawson, le 2 août 1871 avec qui il a deux fils : James Hamilton (1872-1923) et Frederick Charles (1873-1877), puis Mildred Fitzherbert le 29 octobre 1880 avec qui il a quatre autres garçons : Richard Henry (1882-1966), Francis Beresford (1883-1928), Adrian Wellwood (1885-1968) et Norman Halliday (1886-1916).
Francis Moncreiff meurt à Édimbourg le 30 mai 1900.